# 海ッション・インポッシブル
『海ッション・インポッシブル』（うみッション・インポッシブル）は、広島テレビが2023年から始めた、瀬戸内を豊かで魅力的な海にしようというプロジェクト。その一環で、テレビ番組『かき小屋コットン』『せとうちコットン』を広島テレビで放送。2025年4月、江田島市はコットンに『江田島市せとうち豊かな海づくり推進隊長』を委嘱。
2023年8月27日、24時間テレビ46 広島パート「瀬戸内海の美しい海を守れ！未来へつなぐ夢のゴミ箱」（森拓磨アナウンサー担当）を放送。スナメリ型のプラゴミ回収オブジェを作成し江田島市に寄付した。胴体部分にプラゴミを捨てることができるようになっている。

## かき小屋コットン
2023年6月20日から広島テレビ『テレビ派』不定期企画コーナーとして放送開始し、その後、レギュラーコーナー化。2023年10月27日から25分番組『かき小屋コットン』としても放送。コットンの冠番組。プロジェクト『海ッション・インポッシブル』。2024年2月、全国牡蠣-1グランプリに出場した。

### 出演
- コットン

『テレビ派』コーナー放送
- 2023年6月20日
- 2023年7月18日
- 2023年8月22日
- 2023年9月19日
- 2023年10月17日
- 2023年11月14日
- 2023年12月23日
- 2024年1月22日
- 2024年3月4日

月1回25分番組『かき小屋コットン』
2023年10月29日から月1回放送。
- 2023年10月29日
- 2023年11月12日
- 2023年12月24日
- 2024年1月21日
- 2024年2月11日
- 2024年3月24日

### イベント
2024年3月30日・31日に、かき小屋『かき小屋コットン』をエキキターレを会場に開催（食べ放題ではない。60分ごとの完全入れ替え制）。黒田博樹から開店祝いの花が届いた。

## せとうちコットン 〜ええ海、作ろうプロジェクト〜
2024年8月4日から広島テレビで毎月最終日曜16時から放送されているテレビ番組。コットンの冠番組。プロジェクト『海ッション・インポッシブル』。
2024年12月30日、『せとうちコットン2時間拡大版 えっ！かき殻が日本全国で大活躍！ってウソのようなホントの話 瀬戸内海で大プロジェクト始動って何するの？SP』を放送。

### 出演
- コットン

ゲスト
- 金子貴俊
- 山椒魚（フィジカル北岡ひでき）

ナレーション
- わあ（広島よしもと）

放送日
- 2024年8月25日
- 2024年9月29日
- 2024年10月27日
- 2024年12月1日
- 2025年2月2日
- 2025年3月2日
- 2025年3月23日
- 2025年5月3日
- 2025年6月7日
- 2025年7月27日

### スタッフ
- 撮影：若林学
- 音声：松浦雅俊、武廣吉則、岩本顕、越智麻帆、舩越咲
- デザイン：金光由香
- MA：山田雄也、田中佑弥、藤川真治
- 制作協力：吉本興業
- ディレクター：會田和貴
- 企画演出：脇田晃治
- プロデューサー：長野正実、大橋秀雅